# توماس ديديون
توماس ديديون (بالفرنسية: Thomas Didillon)‏ (28 نوفمبر 1995 في فرنسا - ) هو لاعب كرة قدم فرنسي في مركز حراسة المرمى. شارك مع منتخب فرنسا تحت 16 سنة لكرة القدم ومنتخب فرنسا تحت 18 سنة لكرة القدم ومنتخب فرنسا تحت 19 سنة لكرة القدم ومنتخب فرنسا تحت 20 سنة لكرة القدم ومنتخب فرنسا تحت 21 سنة لكرة القدم. أما مع النوادي، فقد لعب مع نادي ميتز ونادي سيراين.

## روابط خارجية
- توماس ديديون على موقع الاتحاد الأوربي (الإنجليزية)
- توماس ديديون على موقع قاعدة بيانات كرة القدم.إي يو (الإنجليزية)
- توماس ديديون على موقع ليكيب (الفرنسية)
- توماس ديديون على موقع Soccerway.com (الإنجليزية)
- توماس ديديون على موقع عالم كرة القدم.نت (الإنجليزية)
- توماس ديديون على موقع AS.com (الإسبانية)